# Murphys Estates
Murphys Estates statisztikai település az USA Dél-Karolina államában. Lakosainak száma 1719 fő (2020. április 1.).
A közösség arról nevezetes, hogy az Egyesült Államokban itt él a legtöbb ír származású amerikai, akik életmódjukról, hagyományaikról és sajátos dialektusaikról ismertek.

## Népesség
A település népességének változása:

| 2010 | 1 441 |
| 2020 | 1 719 |